# Casato degli Zogu
Il Casato degli Zogu fu la dinastia reale d'Albania dal 1928 al 1939.

## Origini
La dinastia fu fondata da Zogu Pascià, che migrò nella regione di Mat, nell'Albania centro-settentrionale, all'inizio del XIII secolo.
Il capostipite della dinastia di Zogu è Xhemal Zogu, governatore di Mat, (Burgajet circa 1860-Mat 1911), che dalle seconde nozze con Sadijé Toptani nel 1891, divenne padre di Zog I ma anche del principe Xhelal Bey Zogu (1881- 1944) e della principessa Adilé (1894-1966), entrambi con discendenza.

## Sovrani di Albania

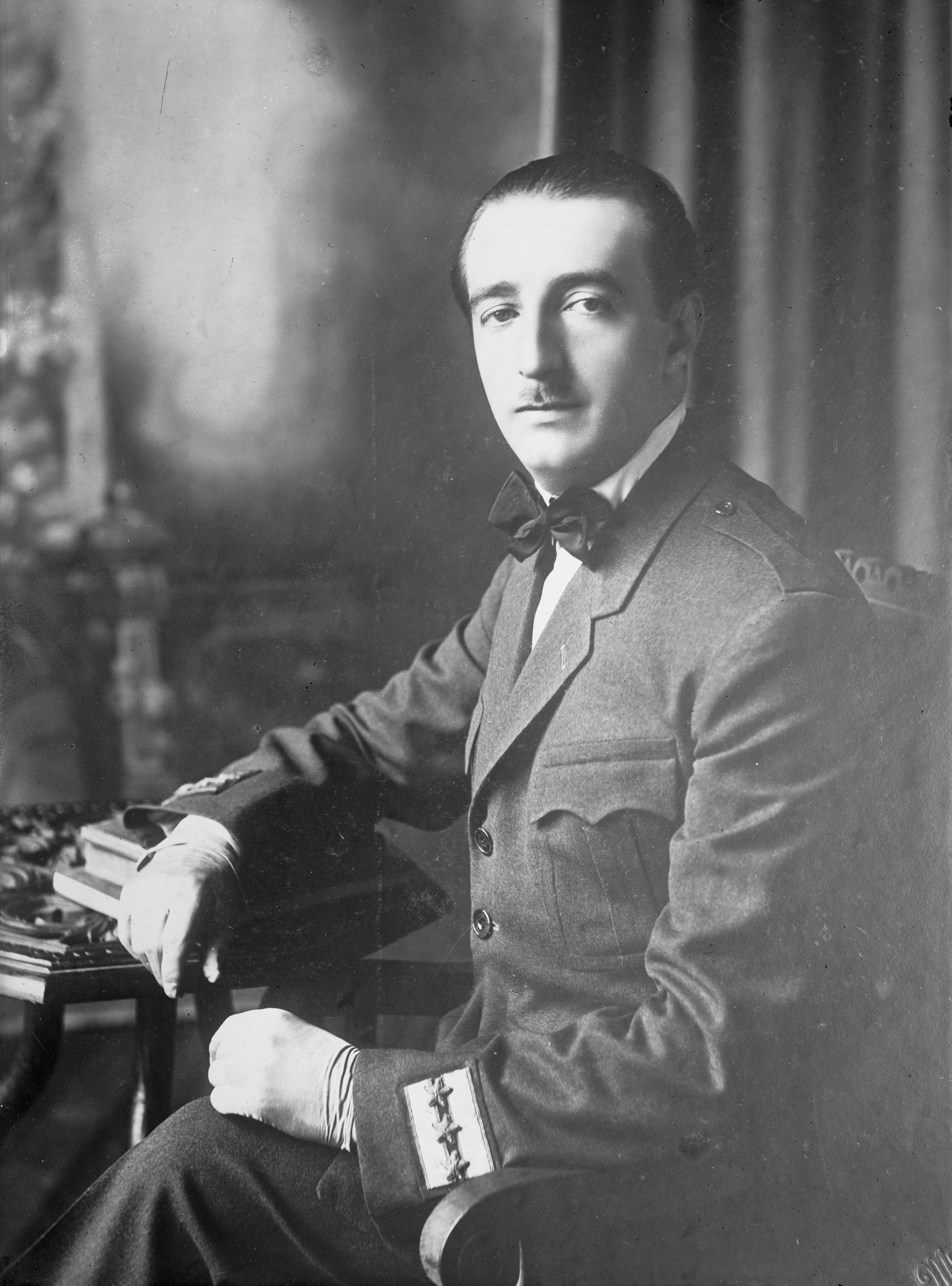
Zog I d’Albania

Ahmet Bej Zogu, nato a Burgajet l'8 ottobre 1895 e morto a Parigi il 9 aprile 1961, diventa re d'Albania quando il 1º settembre 1928 è proclamato Re degli albanesi. Regnerà fino all'invasione italiana del 1939.
Sposò a Tirana il 27 aprile 1938 la contessa Géraldine Apponyi de Nagyappony dalla quale ebbe l'unico figlio Leka I.

## Epoca recente
Leka, che ha assunto il titolo di Leka I alla morte del padre, è nato a Tirana il 5 aprile 1939; sposò a Biarritz, in Francia, il 7 ottobre 1975 Susan Barbara Cullen-Ward (Waverley, Nuovo Galles del Sud, 28 gennaio 1941-Tirana, 17 luglio 2004), dalla quale ebbe l'unico figlio Leka II, nato a Johannesburg, Sudafrica, il 26 marzo 1982.
Seguendo la legge salica, il principe ereditario Leka II, l'unico discendente maschio vivente del re Zog I e capo della casa reale, non ha figli maschi. L'attuale erede presuntivo del principe Leka II è Skënder Zogu, suo cugino di primo grado. Dopo di lui i seguenti membri maschi attualmente viventi della famiglia Zogu potrebbero anche diventare eredi:
- Xhemal Zogu (1860–1911)
  - Xhelal Zogu (1881–1944)
    - (1) Skënder Zogu (1933-)[1]
      - Virginie Alexandra Geraldine Zogu (1963-)

    - (2) Mirgin Zogu (1937-)[1]
      - (3) Alexandre Zogu (1963-)[1]
      - (4) Michel Zogu (1966-)[1]

  -  Zog I (1895–1961)
    - Leka I (1939–2011)
      - Leka II (1982-)
        - Geraldine (2020-)